# زلاتكو يانكوف
زلاتكو يانكوف (بالبلغارية: Златко Янков)‏ (مواليد 7 يونيو 1966) هو لاعب كرة قدم. يلعب مع منتخب بلغاريا لكرة القدم. سبق له أن لعب في كأس العالم لكرة القدم مع منتخب بلاده.

## روابط خارجية
- زلاتكو يانكوف على موقع الاتحاد الدولي (مؤرشف)  (الإنجليزية)
- زلاتكو يانكوف على موقع الاتحاد الأوربي (الإنجليزية)
- زلاتكو يانكوف على موقع اتحاد تركيا (لاعب) (الإنجليزية)
- زلاتكو يانكوف على موقع قاعدة بيانات كرة القدم.إي يو (الإنجليزية)
- زلاتكو يانكوف على موقع ناشيونال فوتبول تيمز (الإنجليزية)
- زلاتكو يانكوف على موقع Soccerway.com (الإنجليزية)